# 管道工程
管道工程是一種為各種應用傳遞流體的系統。管道工程利用管道、閥門、水暖裝置、儲罐和其他裝置來傳送流體。供暖、通風與空調（HVAC）、廢物處理以及飲用水供應是管道工程的最常見應用之一，但不僅限於這些應用。這個詞源自拉丁文的"plumbum"，意為鉛，因為羅馬時代首次使用的管道是鉛管。
在發達國家，管道基礎設施對公共衛生和衛生非常重要。
锅炉製造工和管工雖然與管道工作有關，但他們不是水暖工，他們的工作可能包括一些水暖工作。

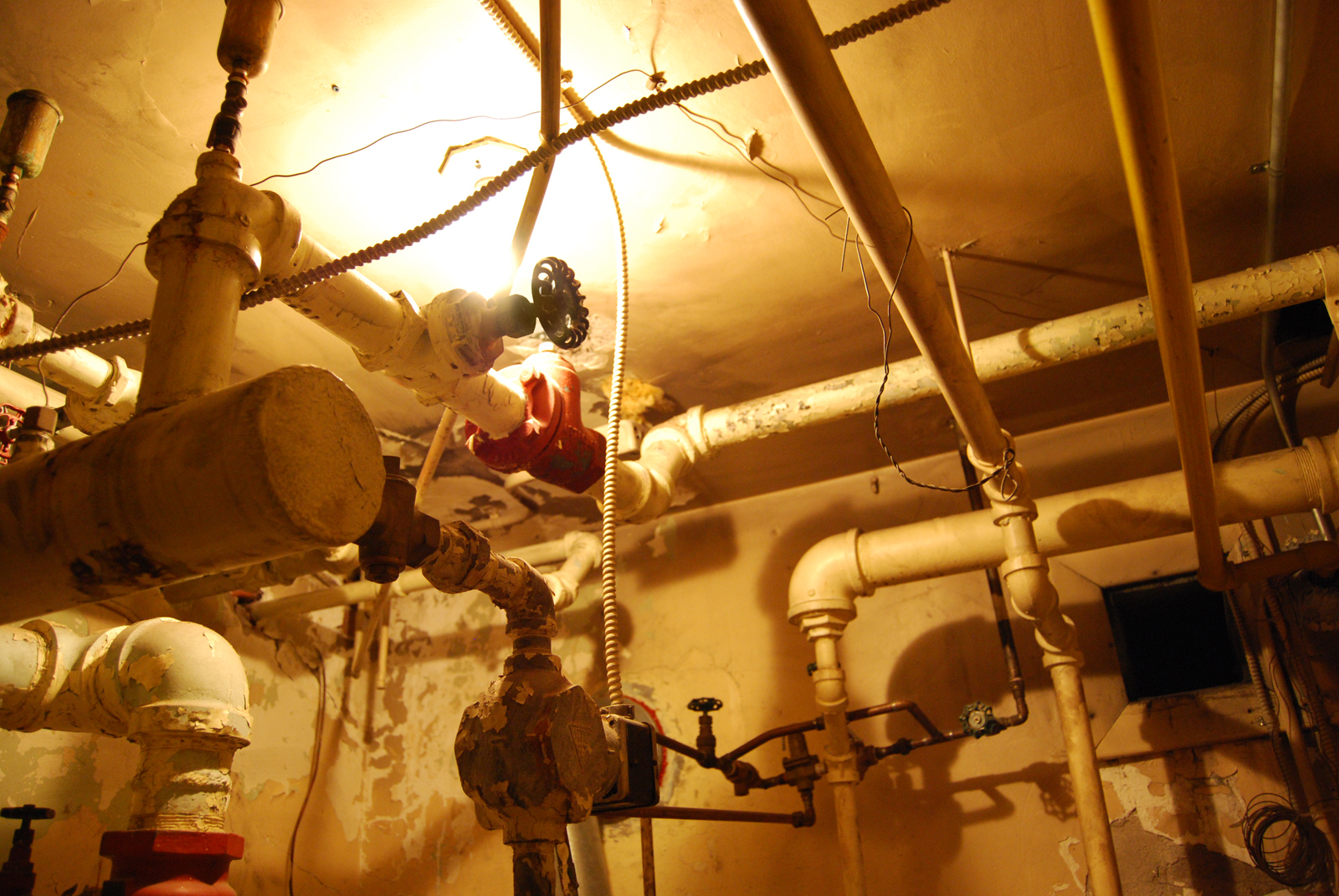
复杂的刚性钢材管道和止动阀门S调节流向建筑不同部分的流量，明显偏爱直角弯管和正交管路。